# The Legend of Zelda: Twilight Princess
The Legend of Zelda: Twilight Princess (яп. ゼルダの伝説 トワイライトプリンセス Дзэруда но Дэнсэцу Товайрайто Пуринсэсу) — видеоигра в жанре Action-adventure из серии The Legend of Zelda, разработанная и изданная компанией Nintendo для платформы GameCube и Wii в 2006 году. Изначально запланированная на ноябрь 2005 года для GameCube, игра была отложена, для того чтобы разработчики сбалансировали игру и создали вариант под Wii.
Версия для Wii вышла одновременно с выходом на рынок новой консоли — 19 ноября 2006 года в США, 2 декабря 2006 года в Японии, 7 декабря 2006 года в Австралии и 8 декабря 2006 года в Евросоюзе. В отличие от предыдущих игр серии, имевших рейтинг Everyone по системе ESRB, Twilight Princess получила рейтинг Teen за анимированное насилие и кровь.
Версия для GameCube увидела свет 11 декабря 2006 года. Как и было обещано, в Японии версия для GameCube поступила в продажу исключительно через интернет.
В марте 2016 года для платформы Nintendo Wii U выпущен ремастер игры, получивший название «The Legend of Zelda: Twilight Princess HD».

## Сюжет
Старейшина посёлка, где вырос молодой пастух Линк, просит юношу посетить королевский замок страны Хайрул. Линк отправляется в путь, не зная о том, что эти земли окутаны тьмой. В Сумеречном царстве он перевоплощается в волка и вскоре попадает в плен. Загадочное существо по имени Мидна, обладающая магическими способностями, помогает ему сбежать. Вместе они отправляются навстречу приключениям, чтобы освободить страну от зла.

## Отзывы
| Сводный рейтинг       | Сводный рейтинг | Сводный рейтинг | Сводный рейтинг |
| Издание               | Оценка          | Оценка          | Оценка          |
| Издание               | GC              | Wii             | Wii U           |
| --------------------- | --------------- | --------------- | --------------- |
| GameRankings          | 95,00 %         | 94,58 %         | 85,98 %         |
| Русскоязычные издания |                 |                 |                 |
| Издание               | Оценка          | Оценка          | Оценка          |
| Издание               | GC              | Wii             | Wii U           |
| Gameplay              | N/A             | 5/5             | N/A             |

На конференции E3 в 2006 году президент Nintendo of America назвал Twilight Princess лучшей игрой из серии Zelda.
В январе 2007 года читатели популярного игрового сайта GameSpot удостоили Wii-версию The Legend of Zelda: Twilight Princess звания «лучшей игры для платформы Nintendo Wii» и «лучшей игры в жанре Action Adventure».
В феврале 2007 года Академия интерактивных искусств и наук официально присудила игре The Legend of Zelda: Twilight Princess главный приз в номинации «Выдающееся достижение в разработке сюжета и характеров».
Кроме того, игра была номинирована на получение престижного приза в игровой индустрии Game Developers Choice Awards в качестве лучшей видеоигры года.
В январе 2007 года было официально заявлено, что продажи The Legend of Zelda: Twilight Princess перевалили за отметку 1 миллион экземпляров.
Версия игры для Nintendo Wii U также получила положительные отзывы критиков. По данным агрегатора Metacritic, ремастер «The Legend of Zelda: Twilight Princess HD» имеет рейтинг 86/100 (на основании 74 рецензий).

## Версия для Wii U
Ремастер Twilight Princess для игровой приставки Nintendo Wii U был анонсирован 12 ноября 2015 года в рамках презентации «Nintendo Direct».
Игра, получившая название «The Legend of Zelda: Twilight Princess HD», поступила в продажу в Америке и Европе 4 марта 2016 года, в том же месяце начались её продажи в Японии и Австралии.
Помимо улучшенной и обновлённой графики, версия для Wii U получила новые возможности управления с использованием второго экрана консоли, а также поддержку Amiibo.